# スティーヴン・ストレイト
スティーヴン・ストレイト（Steven Strait、1986年3月23日 - ）は、アメリカ合衆国の俳優。

## 来歴
ニューヨーク・グリニッジ・ヴィレッジ出身。イングランド系とイタリア系の血を引く。母親は空手のインストラクターをしており、自身も子供の頃から空手を習っていた。
10代からモデルとして活躍した後、ニューヨークで演劇を学び、2005年に映画『スカイ・ハイ』でデビュー。2008年、アシュリー・シンプソンと共演した“Undiscovered”のポスターを見たローランド・エメリッヒ監督により、『紀元前1万年』の主演に抜擢される。
2007年に女優のリン・コリンズと結婚したが、2014年に離婚した。

## 主な出演作品
- スカイ・ハイ Sky High (2005)
- Undiscovered (2005)
- レニー・ハーリン コベナント 幻魔降臨 The Covenant (2006)
- 紀元前1万年 10,000 BC (2008)
- ストップ・ロス/戦火の逃亡者 Stop-Loss (2008)
- City Island (2009)
- スモーク After (2012)
- マジックシティ 黒い楽園 Magic City	(2012 - 2013) テレビドラマ
- リベンジ Revenge (2014) テレビドラマ
- エクスパンス -巨獣めざめる- The Expanse (2015 - 2022) テレビドラマ